# 체인지 오브 해빗
체인지 오브 해빗(Change Of Habit)은 미국에서 제작된 윌리암 A 그라함 감독의 1969년 영화이다. 엘비스 프레슬리 등이 주연으로 출연하였다.

## 출연

### 주연
- 엘비스 프레슬리
- 매리 테일러 무어

### 조연
- 바바라 맥네이어
- 제인 엘리어트
- 레오라 다나
- 에드워드 애스너
- 로버트 엠하트
- 레지스 투미
- 도로 메란드
- 루스 맥데빗
- 리차드 칼슨
- 네프티 밀렛
- 로라 피구에로아
- 로레나 커크
- 버지니아 빈센트
- 데이빗 리나드
- 지 투 컴부카
- 윌리엄 엘리엇
- 로돌포 호요스 주니어
- 레이 발라드
- 짐 비치
- 티모시 캐리
- 리타 콘드
- 스티브 콘트
- 프랭크 코센티노
- 존 덴하임
- 토니 드 코스타
- 스텔라 가르시아
- 페페 헌
- 달린 러브
- 에이 마르티네즈
- 트로이 멜턴
- 스탠리 슈나이더
- 해리 스워거
- 알렉스 티니
- 렌 웨이랜드
- 케이틀린

## 제작진
- 세트: 루비 R. 리빗
- 세트: 존 맥카시 주니어
- 의상: 헬렌 콜빅
- 배역: 밥 에드미스턴